# 数据管理
数据管理，即对数据资源的管理。按照DAMA的定义：“数据资源管理，致力于发展处理企业数据生命周期的适当的建构、策略、实践和程序。”这是一个高层而包含广泛的定义，而并不一定直接涉及数据管理的具体操作（如关系数据库的技术层次上的管理）。
数据管理的常见内容包括:
- 数据分析
- 数据建模
- 数据库管理
- 数据仓库
- 数据挖掘
- 数据安全
- 数据整合
- Data movement
- Data quality assurance
- Meta-data management (data repositories, and their management)
- Strategic data architecture

## 数据管理的主题（领域）
数据管理的主题，根据DAMA DMBOK框架划分，包括：
1. 数据治理
  - 数据资产
  - 数据管治
  - 数据管家
2. 数据架构、数据（模型）分析和设计
  - 数据架构
  - 数据分析
  - 数据建模
3. 数据库管理
  - 数据维护
  - 数据库管理
  - 数据库管理系统
4. 数据安全管理
  - 数据访问管理
  - 数据擦除管理
  - 数据隐私
  - 数据安全
5. 数据质量管理
  - 数据清洗
  - 数据完整性
  - 数据浓缩
  - 数据质量
  - 数据质量保证
6. 参考和主数据管理
  - 数据集成
  - 主数据管理
  - 参考数据
7. 数据仓库和商业智能化管理
  - 商业智能
  - 数据集市
  - 数据挖掘
  - 数据移动（萃取、 转换和加载）
  - 数据仓库
8. 文件和内容管理
  - 文件管理系统
  - 记录管理系统
9. 元数据管理
  - 元数据管理
  - 元数据发现
  - 元数据发布
  - 元数据注册
10. 联系人数据管理Contact Data Management
  - 业务连续性规划
  - 市场运营
  - 客户数据集成
  - 身份管理
  - 身份信息窃取
  - 数据被盗
  - ERP 软件
  - 客户关系管理软件
  - 地址 (地理)
  - 邮编
  - Email 地址
  - 电话号码